# 蘋果籃
《蘋果籃》（The Basket of Apples）是法國藝術家保羅·塞尚的一幅靜物畫。收藏於芝加哥藝術學院。
這幅畫以其脫節的透視效果出名，被認為是靠不平衡的組合構成了平衡， 連左右兩側的桌面都不一樣。 這幅畫被認為連接起了印象主義和立體主義。